# Schizobrachium
Schizobrachium is een geslacht van weekdieren uit de klasse van de Gastropoda (slakken).

## Soort
- Schizobrachium polycotylum Meisenheimer, 1903